# AIM-26 Falcon
Le AIM-26 Falcon fut le premier véritable missile air-air à charge nucléaire opérationnel au sein de l’US Air Force (USAF).

## Développement

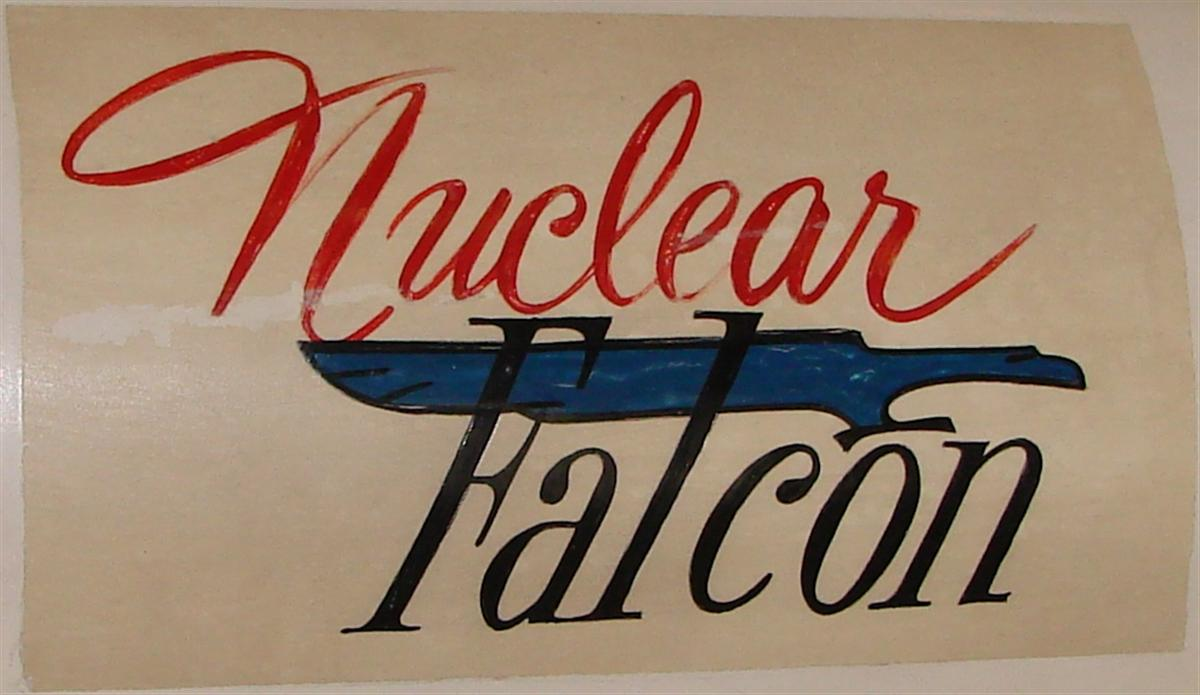
Sigle peint sur le nez d'un AIM-26 A au National Museum of Naval Aviation, Pensacola, Floride.

L'origine du AIM-26/ GAR-11 remonte au XGAR-5/6 Falcon. Initialement, les XGAR-5/6 étaient les versions à charge nucléaire du GAR-1, le XGAR-5 en version guidage semi-actif et le XGAR-6 en version infrarouge. Le projet démarra en 1956, mais fut abandonné.
En 1959, à la suite de l'amélioration des bombardiers soviétique, l'USAF relance une fiche technique pour que ses intercepteurs puissent avoir de meilleurs résultats contre une flotte entière de bombardiers.
Hughes ressortit donc les études déjà réalisées avec les AIM-4/GAR-5/6 et développa le GAR-11.

## Caractéristiques

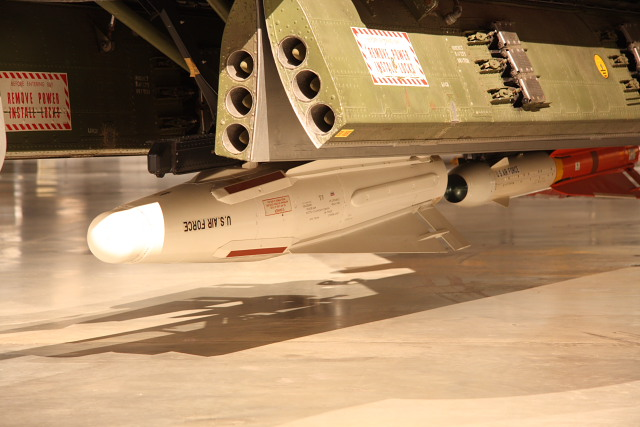
Un AIM-26 Falcon devant des AIM-4D Falcon emporté par un Convair F-102 Delta Dagger.

La version infrarouge fut rejetée dès le départ, et la version à guidage semi-actif fut préférée en raison de sa possibilité tout temps.
Le GAR-11/AIM-26 était un missile légèrement plus lourd et plus grand que le AIM-4 Falcon. Le premier test eut lieu en 1960 et se déroula sans problème majeur. En 1961, le AIM-26 fut déclaré opérationnel sur les F-102.
Son système de guidage semi-actif et sa charge nucléaire firent que le GAR-11/AIM-26 fut le missile air-air le plus puissant en service au sein de l'USAF.
La charge nucléaire était actionnée par la présence d'une fusée de proximité.
Mais l'utilisation d'une charge de cette puissance avait également un inconvénient majeur. Le AIM-26 Falcon ne pouvait être utilisé au-dessus du territoire américain ou d'un pays allié.
Ce fut la raison majeure du développement d'une version à charge conventionnelle, qui a été exportée entre autres vers la Suède.
Les États-Unis l'ont retiré en 1972 et remplacé par le AIM-7 Sparrow.

## Versions
- GAR-11/AIM-26A (version à charge nucléaire)
- GAR-11B/AIM-26B (version à charge conventionnelle de 18 kg d'explosifs a fragmentation)

## Autre utilisateur
La Suède acheta et construisit ensuite sous licence les AIM-26B, sous le nom RB-27 et l'exporta en Finlande.
Une autre production sous licence a eu lieu en Suisse sous la désignation locale HM-55 et HM-88 ; là, il a été utilisé sur le Dassault Mirage IIIS .